# Christoph Schürer
Christoph Schürer (* um 1500; † um 1560) war ein deutscher Naturwissenschaftler und Glasmacher.

## Leben
Christoph Schürer war ein Sohn von Asmus Schürer, der zwischen 1517 und 1524 eines der Freigüter in Burkhardtsgrün in der Herrschaft Schwarzenberg aufließ. Christoph kaufte 1524 im benachbarten Albernau ein Gut, um eine Glashütte anzulegen. Da es aber zu Auseinandersetzungen mit der Witwe des Alteigentümers von Tettau gekommen war, verließ er den Ort, ging 1536 über die Grenze in das benachbarte Böhmen und kaufte die Eulenhütte bei Neudek. Hier wandte er um 1540 erstmals die Blaufärbung mit Kobaltsafflor bei der Glasproduktion an. Das nach seinem Verfahren produzierte „Kobaltglas“ wurde von nun an dauerhaft bis zum Beginn des Dreißigjährigen Krieges in der Eulenhütte produziert. Dadurch erlebte diese Glashütte einen bedeutenden Aufschwung. Sie musste jedoch 1651 dem dort gebauten Hammerwerk Neuhammer weichen. Von der Eulenhütte aus wurden durch Christoph Schürer und seine Nachkommen mehrere andere Glashütten gegründet, so in Schwanenbrückl im Böhmerwald, in Reiditz im Isergebirge und in Broumy bei Krivoklát.
Christoph Schürer ist nicht zu verwechseln mit:
- Christoph Schürer, der ab 1559 die Glashütte in Crottendorf übernahm, die aber gemäß Erlass der Holzordnung des Kurfürsten August von Sachsen zugunsten der neuen Glashütte in Oberjugel eingestellt werden musste. Schürer besaß das Gebäude der Crottendorfer Glashütte noch bis zu seinem Tod 1585. Er war gleichzeitig auch Erbrichter.
- Christoph Schürer (jun.), der 1585 die Crottendorfer Glashütte seines Vaters übernahm.